# ジャフナ国際空港
ジャフナ国際空港（ジャフナこくさいくうこう、タミル語: யாழ்ப்பாணம் விமான நிலையம்、シンハラ語: යාපනය ගුවන්තොටුපළ、英語: Jaffna International Airport）は、スリランカ民主社会主義共和国北部州ジャフナ県パラリに位置する国際空港である。北部州の州都ジャフナから北に約16kmの距離にあり、パラリ空港 (Palaly Airport) としても知られる。軍民共用空港であり、スリランカ空軍のパラリ空軍基地 (SLAF Palaly) が置かれている。1983年の内戦勃発以前は、スリランカ第2の国際空港であった。

## 歴史
この空港は、イギリス統治下の第二次世界大戦中にイギリス空軍がカンカサントゥレイ近郊のパラリに建設した飛行場をその起源とする。 第二次世界大戦中から直後にかけて、イギリス空軍のいくつかの飛行隊（第160, 203, 292, 354飛行隊）ならびに水難救助部隊がこの飛行場に駐屯した。 戦後、軍は飛行場を放棄し、民間航空部門へと移管された。 
民間航空機の初飛行は1947年12月10日のエア・セイロンによるラトゥマラナ空港初カンカサントゥレイ経由マドラス行きの便であった。 セイロン（後のスリランカ）の独立後は、首都コロンボへの国内線と南インドへの国際線が就航する国際空港としての役割を担っていた。 しかし、その後のタミル人武装組織の勢力拡大に伴い、民間航空機の運行は停止された。 
1976年になるとスリランカ空軍の分遣隊が空港周辺に展開するようになり、ついで1982年1月には空港はスリランカ空軍の管轄となった。翌1983年から始まったスリランカ内戦においては、空港は政府軍の重要拠点として機能するようになる。1990年代前半にかけて、空港とその周辺地域はハイ・セキュリティ・ゾーンに指定され、その地域に居住していた全住民が追放された。1990年から1995年までの期間、このハイ・セキュリティ・ゾーンはジャフナ半島Valikamam地区で、唯一政府軍の支配が及んでいる地域となった。政府軍が1995年にValikamamを奪還して以後は、反政府勢力タミル・イーラム解放のトラ (LTTE) に陸路が塞がれた状況において、空港はジャフナとそれ以外の地域を繋ぐ生命線として機能する。
1996年に入り、ライオンエアが再びジャフナ-コロンボを結ぶ民間航空路線の運行を再開。1998年3月にはMonara Airlineも同じ路線に就航した。 しかし軍人の搭乗に関してLTTEからの脅迫があり、同年9月16日Monara Airlineはこの路線の運行を停止した。 ライオンエアはその後も運行を続けたものの、9月29日同社のジャフナ空港発ラトゥマラナ空港行602便が離陸20分後、マンナール北方15kmの海域に墜落、乗員乗客55名が死亡する事件が発生する。602便はLTTEにより撃墜されたものと考えられている。
民間航空機の運行は2002年、ノルウェー政府の仲介により政府軍とLTTEが停戦したことを受けて再開された。 2002年6月、 エキスポ・エア（現フィッツ・エア）がジャフナ-コロンボを結ぶ民間航空路線の運行を再開。ExpoAirはその後一時運行を停止するも、内戦終結後の2012年1月には再び運行を再開している。 また2013年1月4日には新たな旅客ターミナルがオープンした。
2019年7月にはスリランカ政府が同年9月からインドとの国際線の運航を開始することを発表した。

## 就航路線

### 旅客便
| 航空会社       | 就航地                                   |
| -------------- | ---------------------------------------- |
| フィッツ・エア | ラトゥマラナ空港、トリンコマリー空港     |
| ヘリツアーズ   | ラトゥマラナ空港、トリンコマリー空港     |
| Simplifly      | バンダラナイケ国際空港、ラトゥマラナ空港 |

### 貨物便
| 航空会社         | 就航地           |
| ---------------- | ---------------- |
| フィッツ・エア   | ラトゥマラナ空港 |
| ランカン・カーゴ | ラトゥマラナ空港 |

## 事件、事故
- 1998年9月29日 ライオンエア（英語版）602便、 アントノフ AN-24RVが離陸から20分後に反政府組織によるミサイルで撃墜され、乗員・乗客55名全員が死亡した（ライオンエア602便撃墜事件）。